# Vương quốc Litva (1918)
Vương quốc Litva là một chế độ quân chủ lập hiến tồn tại trong thời gian ngắn trong Chiến tranh thế giới thứ nhất khi Litva bị Đế quốc Đức chiếm đóng.  Hội đồng Litva đã tuyên bố độc lập vào ngày 16 tháng 2 năm 1918, nhưng Hội đồng không thể thành lập chính phủ, cảnh sát hoặc các tổ chức nhà nước khác do sự hiện diện liên tục của quân đội Đức. Người Đức đã trình bày nhiều đề xuất khác nhau để sáp nhập Litva vào Đế quốc Đức, đặc biệt là Phổ. Người Litva chống lại ý tưởng này và hy vọng giữ gìn sự độc lập của họ bằng cách tạo ra một chế độ quân chủ lập hiến riêng biệt.  Vào ngày 4 tháng 6 năm 1918, họ đã bỏ phiếu để trao ngai vàng Litva cho quý tộc Đức Wilhelm, Công tước Urach thứ 2. Công tước Wilhelm đã chấp nhận lời đề nghị vào tháng 7 năm 1918 và lấy tên Mindaugas II.  Tuy nhiên, ông không bao giờ đến thăm Litva.  Cuộc bầu cử của ông đã làm dấy lên tranh cãi chia rẽ Hội đồng và không đạt được kết quả mong muốn. Khi Đức đang thua cuộc chiến và bị thất bại trong Cách mạng Đức, Litva đã đình chỉ quyết định mời Công tước William vào ngày 2 tháng 11 năm 1918, do đó chấm dứt triều đại ngắn ngủi của ông.